# ブルドッグネズミ
ブルドッグネズミ Rattus nativitatis (Thomas, 1888) は、齧歯目ネズミ上科に属するネズミの一種。絶滅種。インドネシア・ジャワ島の南方300kmに位置するオーストラリア領のクリスマス島に生息していた。別名ミズベクマネズミあるいはクリスマスジネズミ。
体色は茶色で、体長25cm前後。尾は16cm前後で他種に比べやや短い。背には厚さ2cmほどもある脂肪層があった。食物は果実、種子、樹皮、芽など。生息地は島の中でも標高の高い所にある森の奥深くであった。木に登ったりはせず、原生林内の木の根の隙間や空洞となった倒木の下などに巣穴を掘り、少数の群れで生活していた。昼光の下では半分寝呆けたように見え、名前のイメージとは異なり、おとなしい性質だったという。

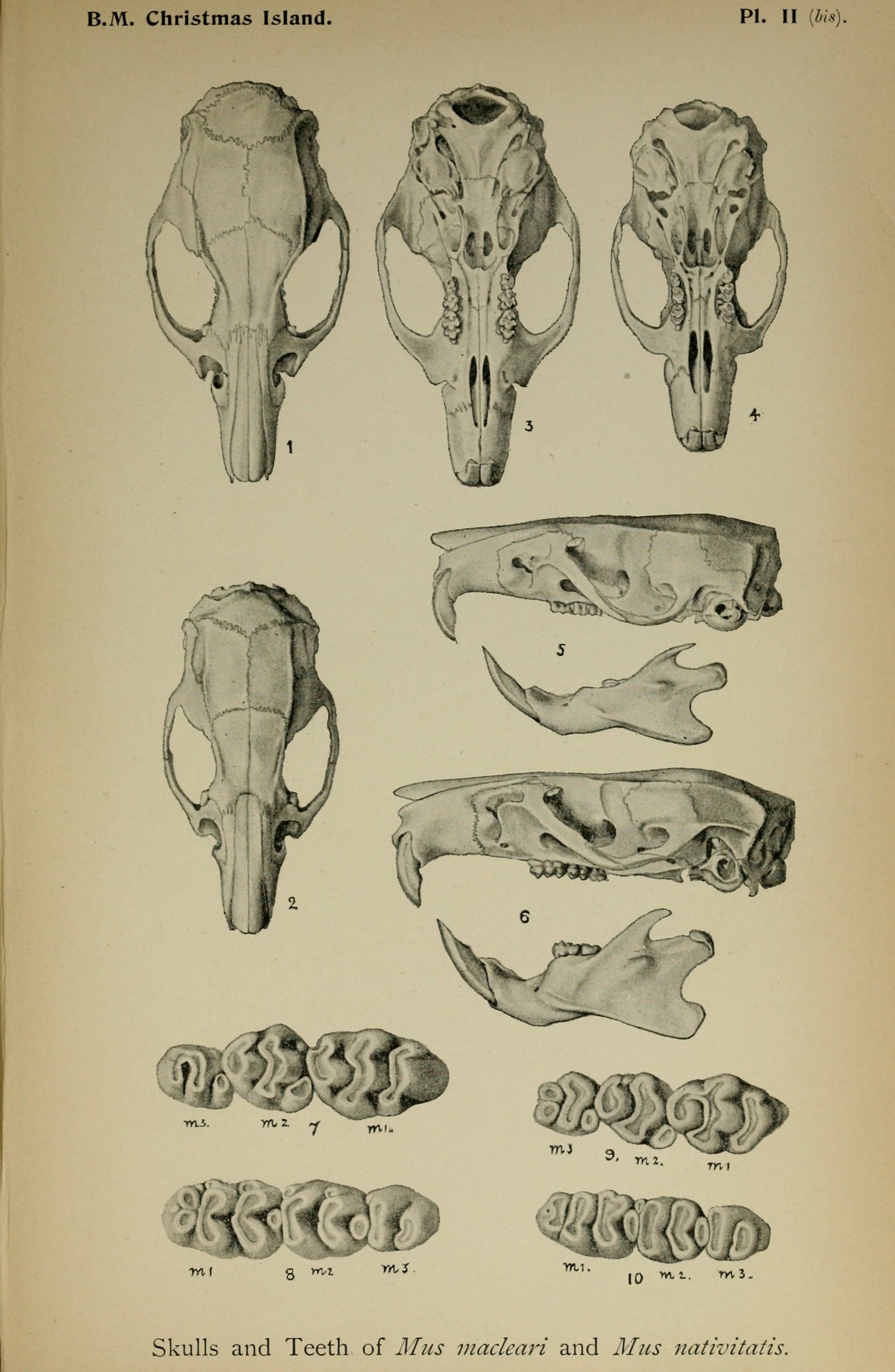
1, 3, 6, 7, 8, がブルドッグネズミ

19世紀、クリスマス島でリン鉱石が発見されると、人々の島への移住が盛んになり、人間とともに流入したクマネズミやドブネズミとの競合や、それらのネズミが持ち込んだ病気の流行などにより絶滅した。最後の記録は1903年のものだという。絶滅に関しては、人間の直接的な関与はなかったとされている。